# Оуксдейл (Вашингтон)
Оуксдейл (англ. Oakesdale) — місто (англ. town) в США, в окрузі Вітмен штату Вашингтон. Населення — 395 осіб (2020).

## Географія
Оуксдейл розташований за координатами 47°7′50″ пн. ш. 117°14′48″ зх. д. / 47.13056° пн. ш. 117.24667° зх. д. (47.130418, -117.246548).  За даними Бюро перепису населення США в 2010 році місто мало площу 2,69 км², уся площа — суходіл.

## Демографія
Згідно з переписом 2010 року, у місті мешкали 422 особи в 166 домогосподарствах у складі 123 родин. Густота населення становила 157 осіб/км².  Було 196 помешкань (73/км²).
Расовий склад населення:
| - 97,2 % — білих - 0,5 % — азіатів |

До двох чи більше рас належало 1,9 %. Частка іспаномовних становила 0,9 % від усіх жителів.
За віковим діапазоном населення розподілялося таким чином: 25,1 % — особи молодші 18 років, 56,4 % — особи у віці 18—64 років, 18,5 % — особи у віці 65 років та старші. Медіана віку мешканця становила 44,4 року. На 100 осіб жіночої статі у місті припадало 91,0 чоловіків;  на 100 жінок у віці від 18 років та старших — 88,1 чоловіків також старших 18 років.
Середній дохід на одне домашнє господарство  становив 58 739 доларів США (медіана — 49 196), а середній дохід на одну сім'ю — 62 347 доларів (медіана — 50 096). Медіана доходів становила 42 708 доларів для чоловіків та 36 635 доларів для жінок. За межею бідності перебувало 8,7 % осіб, у тому числі 1,8 % дітей у віці до 18 років та 4,4 % осіб у віці 65 років та старших.
Цивільне працевлаштоване населення становило 219 осіб. Основні галузі зайнятості: освіта, охорона здоров'я та соціальна допомога — 21,0 %, сільське господарство, лісництво, риболовля — 16,4 %, роздрібна торгівля — 12,3 %, науковці, спеціалісти, менеджери — 11,9 %.